# 第六人

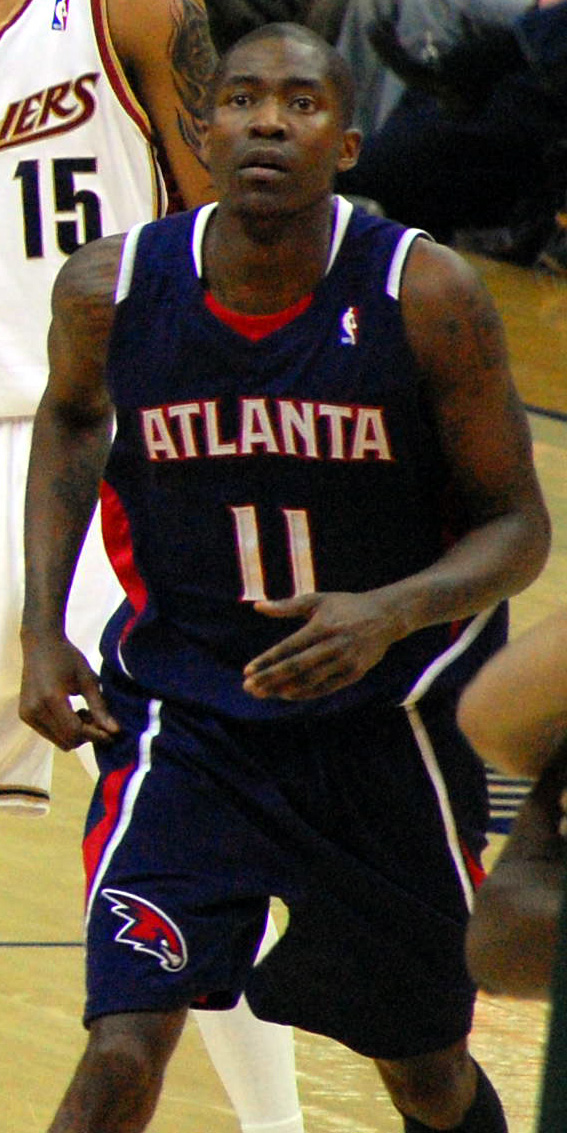
贾马尔·克劳福德（Jamal Crawford）在为亚特兰大老鹰队和洛杉矶快船队效力时，分別在2010、2014和2016年被评为NBA年度第六人。

第六人是篮球中的一個術語，指的是非首發球員，但替补上場的次数要比其他替補球员次數要多得多，通常也是第一个上場替補的球员。第六人的上場時間有時等于甚至超过一些首發球员，而且得分籃板等各項比賽數據和首發球員相比也未必差太多。第六人通常是一个在場上可以勝任多个位置的球员。例如，曾在1980年代为波士顿凯尔特人队效力的著名的第六人凯文·麦克海尔，他能同時擔任中锋和大前锋。波士顿凯尔特人队教练阿诺·奥尔巴赫被誉为创造了第六人這一概念。而最著名的第六人是约翰·哈夫利切克。

## 另見
- NBA年度最佳第六人